# Prostye Dvizheniya
«Prostye Dvizheniya» (ruso: "Простые движения", traducido como "Movimientos simples") es un sencillo lanzado por el dueto ruso t.A.T.u. en el año 2002. La canción fue incluida en el álbum t.A.T.u. Remixes, en 2003. 
El éxito de la canción en su país natal fue causado por la controversia circundante del vídeo musical. El vídeo muestra a las chicas haciendo cosas diarias simples, como beber café e incluso masturbarse. 
En el video los "Movimientos Simples" son la masturbación de Julia, mientras que Lena espera en un Café, posteriormente se muestran imágenes antiguas y modernas del cine Ruso haciendo movimientos simples de toda índole.
En 2006, una versión en inglés de la canción titulada "A Simple Motion" fue puesta para ser incluida en el álbum The Best, aunque finalmente fue quitada de la lista de canciones; después, en octubre del 2012, esta canción fue realizada oficialmente en la versión del décimo aniversario del disco 200km/h in the Wrong Lane, llamado "200 KM/H in the Wrong Lane: 10th Anniversary Edition". Dicha canción "A Simple Motion" es distinta a Prostye Dvizheniya respecto al ritmo, debido a que decidieron grabar esta en forma de balada.

## Remixes
- «Prostye Dvizheniya» (Radio Mix) 3:53
- «Prostye Dvizheniya» (Video Mix) 4:12
- «Prostye Dvizheniya» (Drum & Bass Mix) 6:01
- «Prostye Dvizheniya» (MetaClub Mix By Equinox) 5:56
- «Prostye Dvizheniya» (Fly Dream Remix) 7:11
- «Prostye Dvizheniya» (DJ A.S. & Fireball Mix) 5:54
- «Prostye Dvizheniya» (DJ PanDel Trance Remix) 3:51

Nota: No todos los remixes son oficiales.

## Posiciones
| Listas                | Posición |
| --------------------- | -------- |
| Letonia Airplay Chart | 12       |
| Rusia Airplay Chart   | 28       |